# Olga Dowgun
Olga Wjatscheslawowna Dowgun, geb. Beljajewa (russisch Ольга Вячеславовна Довгун; * 1. September 1970 in Schymkent, Kasachische SSR, UdSSR) ist eine kasachische Sportschützin russischer Herkunft.
Olga Dowgun nahm bislang an drei Olympischen Sommerspielen teil und startete dort jeweils im Wettkampf mit dem Luftgewehr und Dreistellungskampf mit dem Kleinkalibergewehr. 2000 in Sydney wurde sie 20. mit dem Luftgewehr und erreichte das Finale im Dreistellungskampf, wo sie Platz sieben belegte. Vier Jahre später in Athen belegte Dowgun Platz 12 mit dem Luftgewehr und verpasste als Vierte mit dem Kleinkaliber eine Medaille nur knapp. 2008 in Peking erreichte die Kasachin erstmals beide Finals und belegte jeweils den sechsten Rang. 
Dowgun ist Weltrekordlerin mit dem Kleinkalibergewehr, mit dem sie als einzige bisher bei internationalen Wettkämpfen 600 Treffer bei 600 Schuss erreichte. Sie gewann mehrere internationale Wettkämpfe, darunter den Weltcup, ist mehrfache Siegerin der Asienspiele, 13-fache Siegerin der Zentralasiatischen Spiele und dreifache Siegerin der 1. Spartakiade der Völker Kasachstans.
Dowgun startet für Dinamo Alma-Ata und ist mit dem Sportschützen Witali Dowgun, Olympiateilnehmer von 2008, verheiratet, mit dem sie zwei Kinder hat.